# Comuna Medveja, Briceni
Comuna Medveja este o comună din raionul Briceni, Republica Moldova. Este formată din satele Medveja (sat-reședință) și Slobozia-Medveja.

## Demografie
Conform datelor recensământului din 2014, comuna are o populație de 1.423 de locuitori. La recensământul din 2004 erau 1.712 locuitori.

## Administrație și politică
Componența Consiliului local Medveja (9 consilieri), ales la 5 noiembrie 2023, este următoarea:
|  | Partid                                       | Consilieri | Componență | Componență | Componență | Componență | Componență |
|  | -------------------------------------------- | ---------- | ---------- | ---------- | ---------- | ---------- | ---------- |
|  | Candidat independent IVAN MELNIC             | 1          |            |            |            |            |            |
|  | Candidat independent SERGHEI COLȚIUC         | 1          |            |            |            |            |            |
|  | Partidul Socialiștilor din Republica Moldova | 5          |            |            |            |            |            |
|  | Partidul Acțiune și Solidaritate             | 2          |            |            |            |            |            |